# Aguaí (kommun)
Aguaí är en kommun i Brasilien.   Den ligger i delstaten São Paulo, i den sydöstra delen av landet, 700 km söder om huvudstaden Brasília. Antalet invånare är 32 168.
Följande samhällen finns i Aguaí:
- Aguaí

Omgivningarna runt Aguaí är en mosaik av jordbruksmark och naturlig växtlighet. Runt Aguaí är det ganska tätbefolkat, med 65 invånare per kvadratkilometer.

## Kommunvapen
Det röda fältet står för ära och djärvhet. Balken symboliserar floderna som flyter genom de fält som omringar staden. Ormhuvudena syftar på skallerormar, då kommunen fått sitt namn från ordet aguay, som betyder "skallra" på tupispråket. Korset är en symbol för Jesus, Aguaís skyddshelgon.

En murkrona med fem torn vittnar om kommunens stadsstatus. På ett rött band under skölden står kommunens namn i silver. Runt skölden finns det bomull och soja, kommunens huvugrödor.